# Terrorisme nucléaire
 (août 2012).
Si vous disposez d'ouvrages ou d'articles de référence ou si vous connaissez des sites web de qualité traitant du thème abordé ici, merci de compléter l'article en donnant les références utiles à sa vérifiabilité et en les liant à la section « Notes et références ».

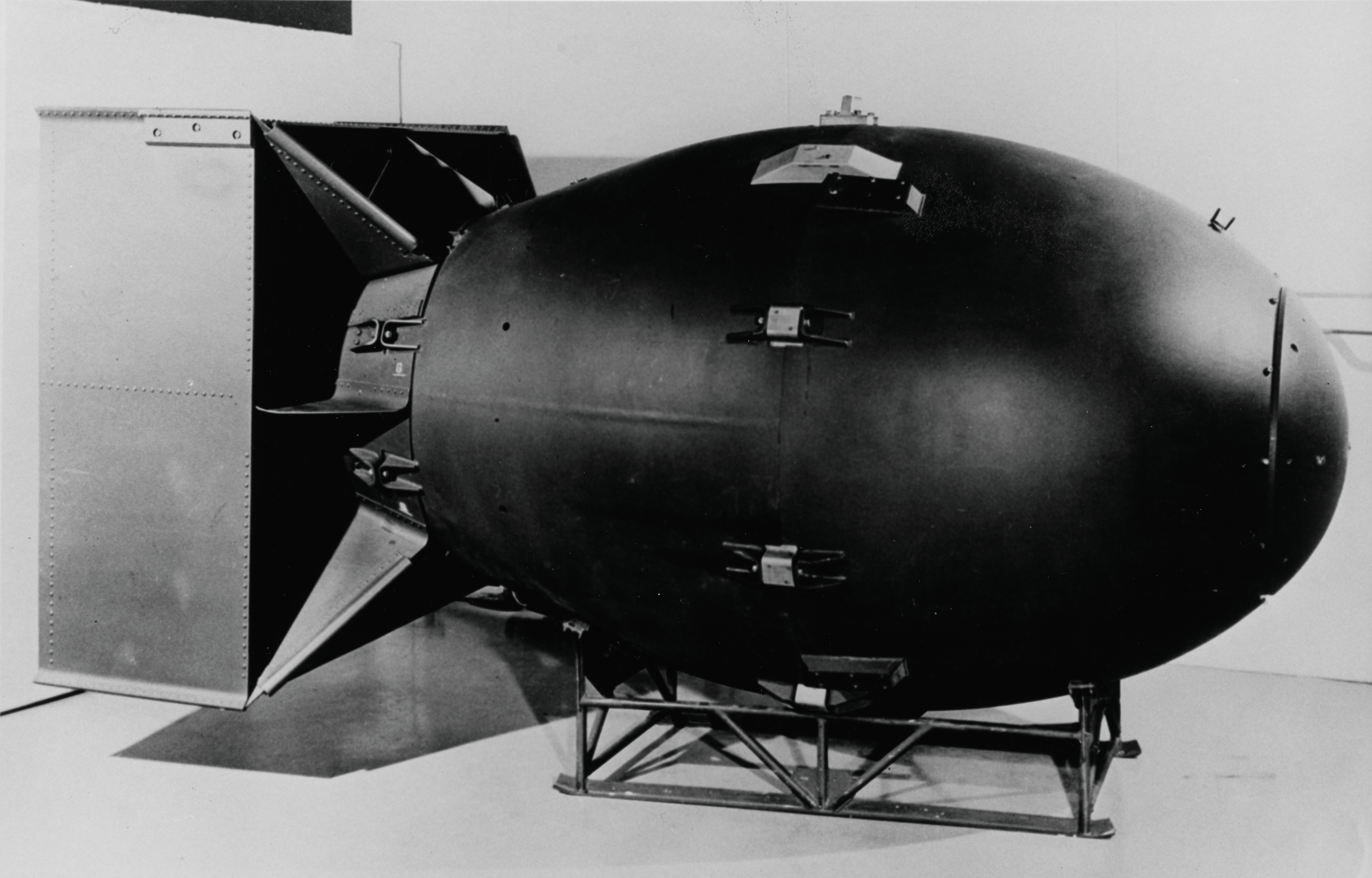
Bombe nucléaire (Fat Man).

Le terrorisme nucléaire ou radiologique peut désigner l'une des attaques terroristes suivantes :
1. utilisation d'une arme nucléaire contre une cible civile ;
2. utilisation d'une bombe radiologique ou bombe sale contre une cible civile ;
3. attaque d'une centrale nucléaire ou d'un site de stockage de déchets nucléaires.

Dans le contexte du vieillissement des installations nucléaires, et de l'internationalisation du cycle du combustible nucléaire, de nombreux défis sont à relever pour prévenir le terrorisme nucléaire, ce qui est l'un des aspects de la sécurité nucléaire.

## Probabilité d'un usage terroriste
Certains experts en sécurité comme Jacques Baud pensent qu'une telle action est extrêmement improbable.[réf. souhaitée] La fabrication d'une bombe atomique demande des budgets très élevés, de l'ordre du milliard de dollars[réf. nécessaire], des spécialistes hautement qualifiés, et des installations parfaitement sécurisées pendant plusieurs années. Aucune organisation terroriste, même Al-Qaïda, n'a jamais réuni ces trois conditions. Cependant, Mohammed el-Baradei, ex-directeur de l'AIEA, déclare ne pas l'exclure. 
En revanche, des organisations de la société civile, dont Greenpeace, alertent depuis plusieurs années sur les risques liés à la sécurité nucléaire dans les centrales françaises. 
Le 10 octobre 2017, un nouveau rapport d'experts indépendants, mettant en cause la sécurité des installations nucléaires françaises et belges, a été remis aux autorités. Il pointe du doigt la vulnérabilité des centrales face aux risques d'attaques extérieure, en particulier de certaines installations telles que les piscines d'entreposage des combustibles nucléaires usés.
Le 12 octobre, plusieurs militants de l’association écologiste Greenpeace ont réussi à pénétrer à l'intérieur de l’enceinte de la centrale nucléaire de Cattenom, en Lorraine, révélant ainsi que celles-ci sont peu sécurisées. Cette piqûre de rappel indique de plus l'enjeu de ces questions.

## Historique

### Genèse du postulat
La menace des organisations terroristes utilisant des armes nucléaires très mobiles (les mini-nukes) a été dénoncée dans les discours et la culture occidentale au moins depuis les années 1970.
Selon un rapport d'étude consensuelle publié en 2024 par les Académies nationales américaines et d'autres acteurs, « le monde navigue dans les dangers de l’ère nucléaire depuis 80 ans » ; et si les armes nucléaires n’ont pas été utilisées autrement que pour des essais nucléaires depuis Hiroshima et Nagasaki, d’autres défis détournent l’attention de ce sujet, laissant penser à tort que cette menace n’existe plus. La lutte contre le terrorisme nucléaire n’est pas assortie d’une garantie de succès ; ce rapport invite le gouvernement des États-Unis à maintenir ses efforts en la matière ; avec ses partenaires internationaux, les autorités étatiques, locales, tribales et territoriales, les laboratoires nationaux, les universités et les collèges, et la société civile. 

### Menace de dissémination dans l'ex-Union soviétique
L'implosion du système soviétique, dans les années 1990, fait naître les premières craintes sérieuses de dissémination incontrôlée; la désorganisation des structures militaires et civiles, le non-paiement des salaires entraînent plusieurs cas de revente clandestine de matériaux nucléaires ; des dépôts comme celui de Rodon en Tchétchénie ne sont pratiquement plus gardés. En 1994, les autorités russes annoncent avoir mis en place un programme de stricte surveillance des stocks nucléaires avec l'aide des Nations unies. En novembre 1995, pendant la première guerre de Tchétchénie, le chef de guerre tchétchène Chamil Bassaïev annonce avoir fait déposer à Moscou des lots de matériaux radioactifs qu'il se dit prêt à faire exploser. Un conteneur retrouvé dans le parc Ismaïlovo à Moscou contenait 32 kg de produits radioactifs ; en fait, il ne s'agissait que de produits à usage médical, inoffensifs à moins de contact prolongé. En avril 1996, la menace est renouvelée par un autre chef de guerre tchétchène, Aslambek Abdoulkhadjiev.
Lors des affrontements armés arméno-azerbaïdjanais 2020, l'Azerbaïdjan a menacé de lancer des attaques de missiles sur la Centrale nucléaire Arménienne,,.

### Depuis les attentats du 11 septembre
Selon le journal britannique Times, citant un écrit attribué à un cadre d'Al-Qaïda, l'Égyptien Abu Walid Al-Misri, Oussama ben Laden aurait tenté de se procurer des matériaux radioactifs en 2001. Ces produits auraient été commandés à des complices tchétchènes en Russie, mais détournés par des contrebandiers et finalement vendus au Pakistan, qui en offrait sans doute un meilleur prix. 
En juin 2002, le citoyen américain José Padilla a été arrêté pour menées terroristes. Il était accusé, entre autres, de planifier une attaque radiologique sur la ville de Washington, DC. Mais ce chef d'accusation n'a pas été retenu, n'ayant connu aucun début de réalisation. Padilla a été condamné le 22 janvier 2008 à 17 ans et 4 mois de prison par la United States District Court for the Southern District of Florida. 
En août 2002, les États-Unis ont lancé un programme pour suivre et sécuriser l'uranium enrichi de 24 réacteurs de conception soviétique dans 16 pays, dans le but de réduire les risques que des matières nucléaires tombent dans les mains de terroristes ou d'états voyous. La première opération du programme fut le Project Vinca, une opération en Serbie « pour retirer une quantité d'uranium hautement enrichi, suffisante pour produire 2-1/2 armes nucléaires, provenant d'un réacteur de recherche proche de Belgrade » .
Dans le but de réduire le danger d'une attaque utilisant des déchets nucléaires, la membre de la Commission de l'Union européenne Loyola de Palacio a proposé en novembre 2002 la création de normes communes dans l'Union Européenne, en particulier dans les nouveaux pays membres qui exploitent des réacteurs de conception soviétiques, pour l'organisation du stockage en subsurface.
Le 9 août 2005, l'ayatollah Ali Khamenei lança une fatwa interdisant la production, le stockage et l'utilisation d'armes nucléaires. Le texte complet de la fatwa a été reproduit dans un rapport officiel lors d'une rencontre de l'Agence internationale de l'énergie atomique (IAEA) à Vienne.
En novembre 2006, Dhiren Barot, un Britannique d'origine hindoue converti à l'islam, a été condamné à la prison à vie (ramenée ensuite à 40 ans) pour avoir préparé une série d'attentats en Grande-Bretagne et aux États-Unis. Six de ses complices ont été condamnés à la prison en 2007. Un de leurs plans prévoyait une "bombe sale" à faible radioactivité, et un membre du groupe avait été formé aux techniques radioactives au Pakistan. Mais la fabrication de la "bombe sale" aurait nécessité 10 000 détecteurs de fumée (à 15 £ pièce) et elle ne semble pas avoir dépassé le stade du projet.

## Prospectives, coûts
Développer et entretenir les capacités adéquates d’intervention et de rétablissement en cas d’incident nucléaire aux niveaux local et étatique, implique des investissements continus et importants dans les ressources et l’autonomisation de l’intervention locale. Aux Etats-Unis, les principaux acteurs de ce domaine sont l’Agence fédérale de gestion des urgences (FEMA), en collaboration avec les Centers for Disease Control and Prevention, l’Agence de protection de l’environnement, le ministère de l’Énergie et les National Institutes of Health.